# Nygmiini
De Nygmiini zijn een geslachtengroep van vlinders uit de onderfamilie donsvlinders (Lymantriinae) van de familie spinneruilen (Erebidae).

## Geslachten
- Arna
- Artaxa
- Bembina
- Choerotricha
- Cozola
- Epeuproctis
- Euproctis
- Lacida
- Medama
- Micromorphe
- Nygmia
- Orvasca
- Rhypotoses
- Somena
- Sphrageidus
- Sundaroa
- Toxoproctis